# Seria 205 (JNR)
JNR Seria 205 (国鉄205系電車 Kokutetsu 205-kei densha?) (în indoneziană: Kereta (rel listrik) seri 205) este o serie de trenuri de navetă, introduse de către JNR în anul 1985 (Showa 60), pentru traficul de călători din zonele metropolitane Tokyo și Osaka. Proiectate în ultimii ani de existență a JNR-ului, după privatizarea sa din 1987, acestea au fost preluate de către JR East și JR West.
Astăzi sunt pe cale să fie retrase de către JR East, multe exemplare fiind exportate în Indonezia, unde au devenit parte a rețelei feroviare suburbane din Jakarta. JR West încă își utilizează flota de trenuri din Seria 205 pe o linie în zona metropolitană Osaka.

## Istorie

### Începuturile
În anul 1979, JNR a introdus în circulație garnitura prototip din seria 201, proiectată ca succesorul seriei 103, introdusă în 1963. Garniturile din seria 201 se remarcau prin controlul chopper a tracțiunii cu armătură și a altor tehnologii noi, dar care erau în detrimentul JNR-ului din cauza costurilor ridicate. După aproximativ 1000 de vagoane din seria 201 produse în masă între 1981 și 1984, JNR, pe atunci într-o situație financiară fragilă (cauzată de construirea liniilor Shinkansen) a cerut reducerea costurilor de producție a noilor trenuri. La acel moment era introdusă tehnica de excitare a câmpului magnetic superimpusă, introdusă pe trenurile din seria 211, care erau tot în faza de proiectare. Pe lângă asta, se dorea ca noile trenuri să fie făcute din oțel inox ușor, alături de osiile cu greutate scăzută și cu sistemul de frânare pe comandă electronică.
În 1984, pentru a permite ridicarea capacității de pe liniile Mushashino și Yokohama, JNR a propus transferarea garniturilor din seria 103 de pe linia Yamanote (de unde circulau de la introducerea lor în 1963), și înlocuirea lor cu trenuri noi începând din martie 1985. La momentul de față, era obligatorie reproiectarea seriei 201 pentru a îndeplini cerințele traficului feroviar de pe linia Yamanote. Eventual în iunie 1984, proiectul seriei 205 a fost finalizat, îmbunătățiri fiind realizate la sistemul de tracțiune, de frânare și la construcția vagoanelor. Deoarece introducerea urma să aibă loc peste câteva luni, garnitura prototip a început să circule la finalul lui ianuarie 1985, fiind proiectat și produs în timp record (doar 7 luni au avut la dispoziție JNR și constructorii trenurilor). Într-adevăr, probele derulate pe linia Yamanote pentru familiarizarea personalului feroviar au dus la rezultate bune, garniturile din seria 205 deținând superioritate față de vechiile garnituri din seria 103. 

### În circulație

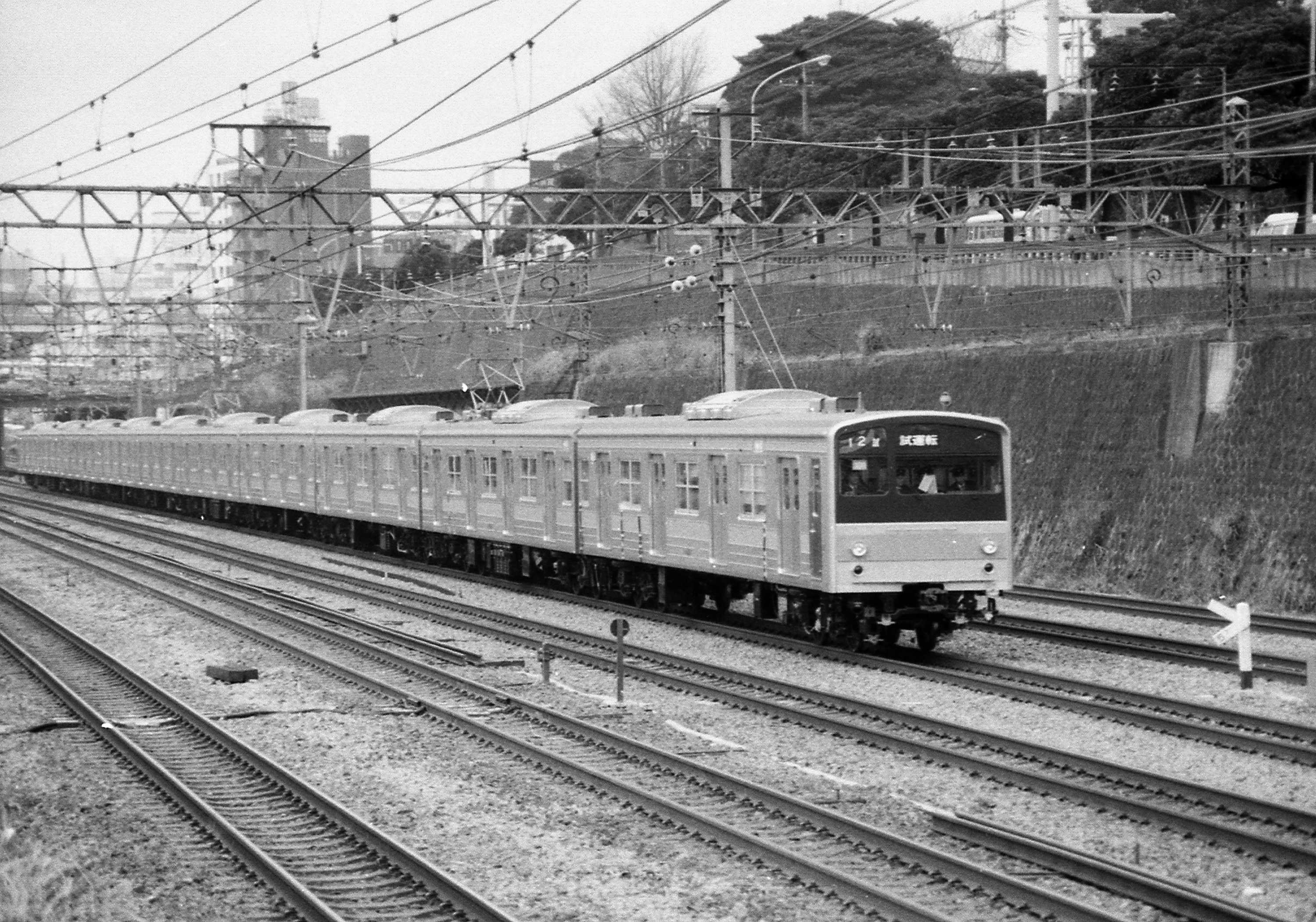
Garnitură JNR 205 în timpul probelor pe magistrala Tokaido, martie 1985

Primele trenuri au intrat în circulație pe linia Yamanote la data de 25 martie 1985, eventual înlocuind toate garniturile din seria 103 până în 1988. Următoarea introducere a avut loc pe liniile suburbane a magistralelor Tokaido și Sanyo în 1986, fiind urmată de linia Yokohama în 1988. Ulterior, mai multe linii au început să beneficieze începând cu 1989 de garniturile din seria 205, printre care Chuo-Sobu, Saikyo, Keiyo, Nambu și Keihin-Tohoku.

## Date tehnice

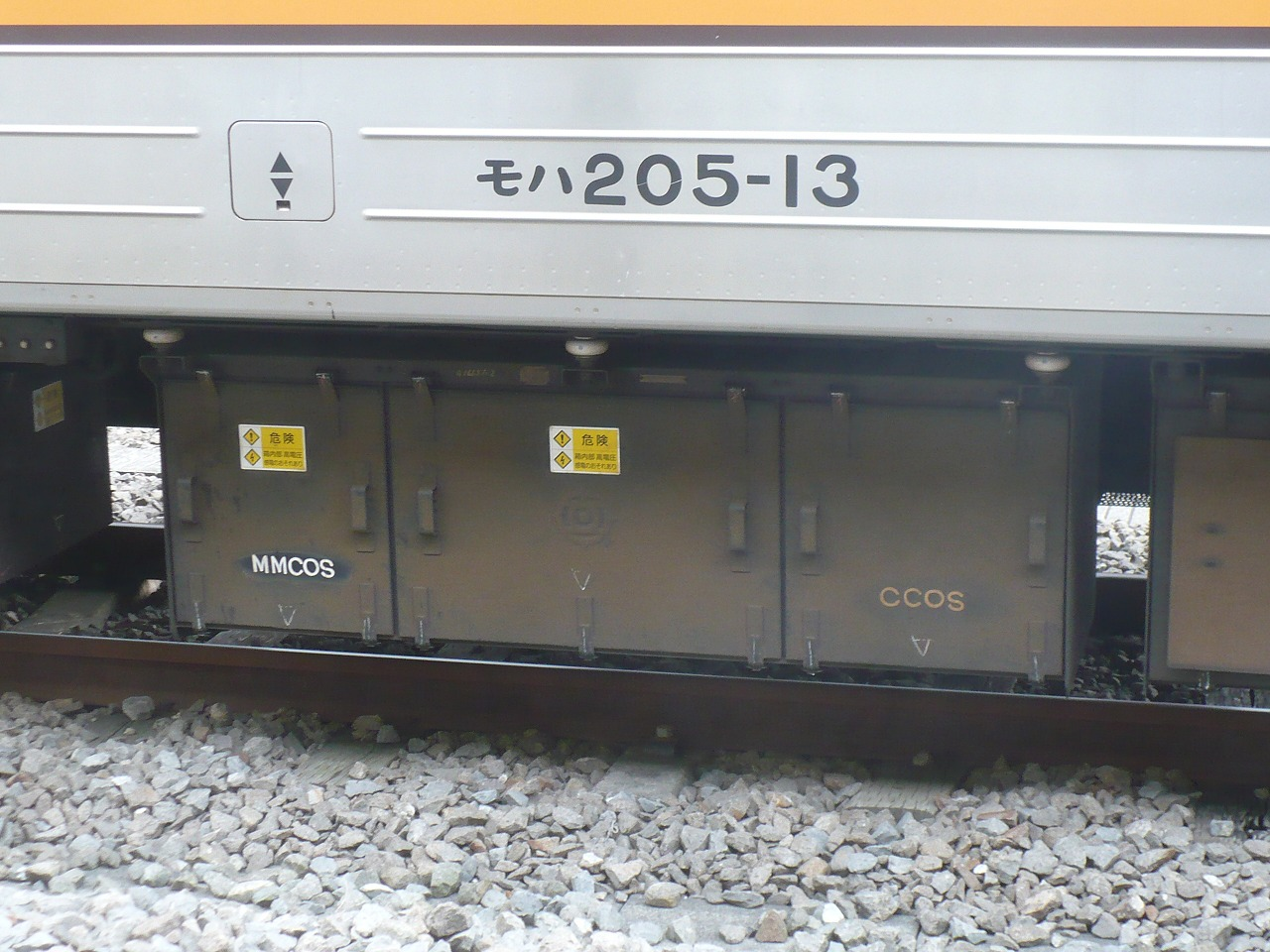
CS57

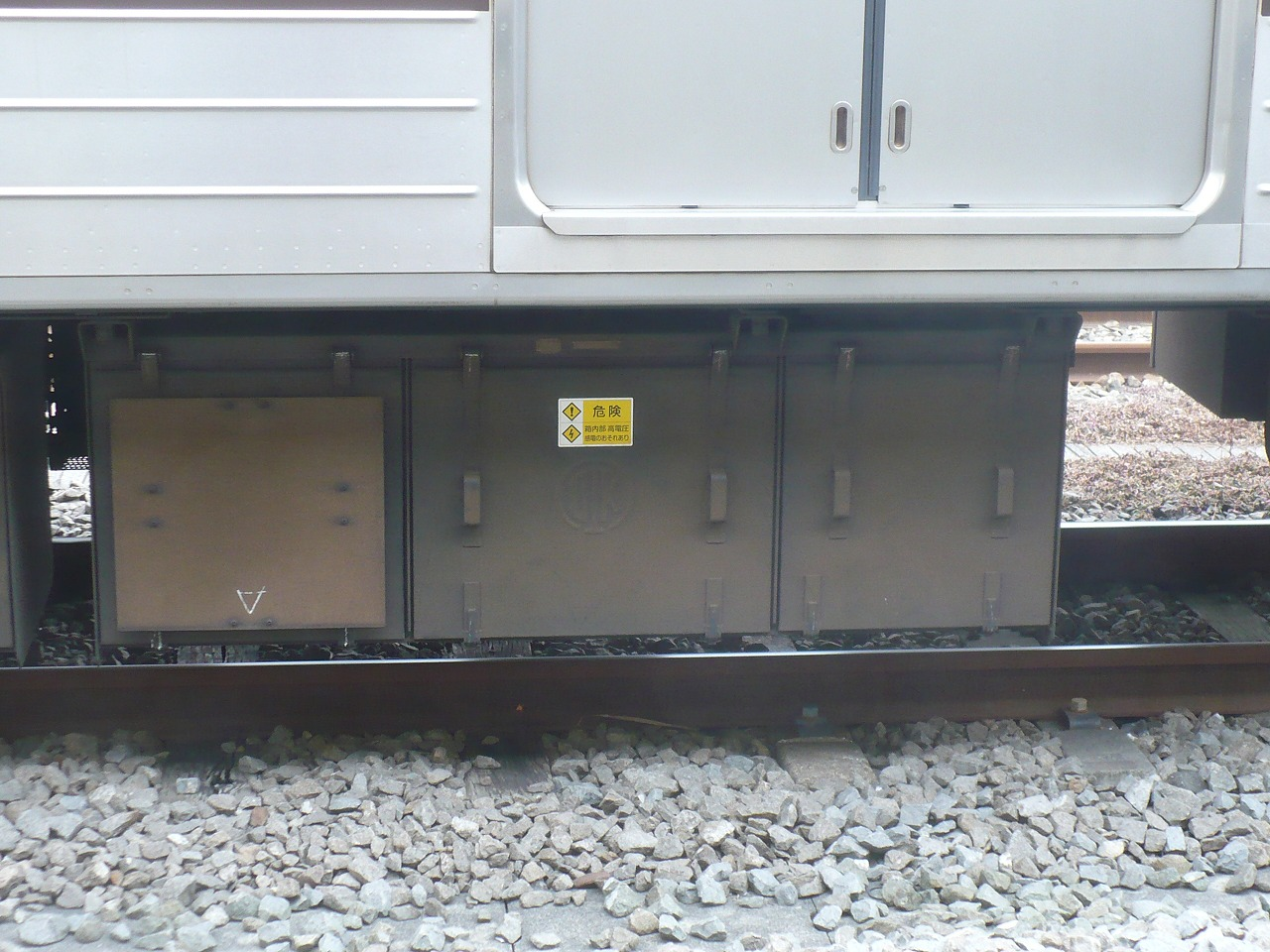
HS52

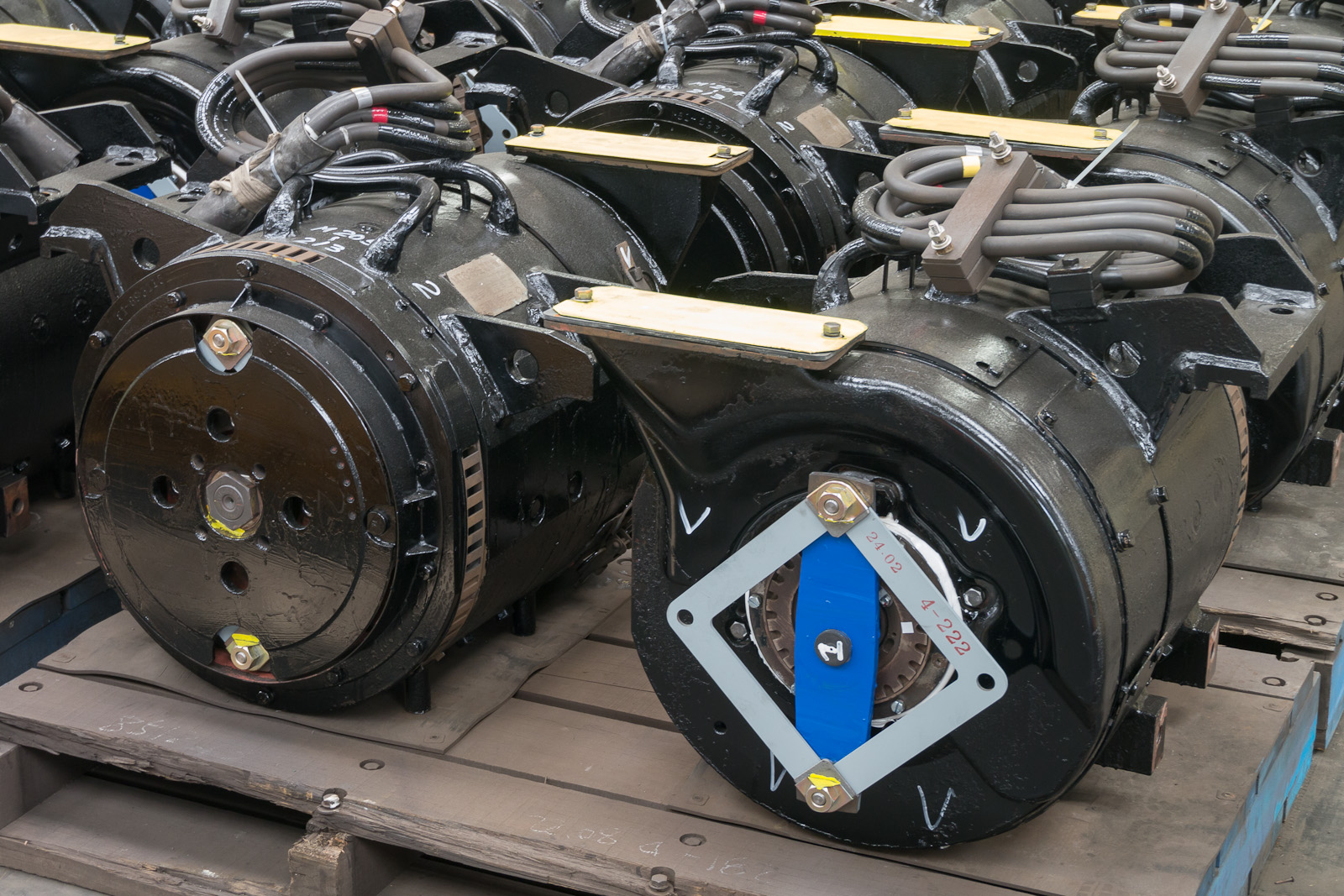
MT61

### Construcția vagonului
Ca și în cazul seriilor 101, 103 și 201, vagoanele din seria 205 au o lungime standard de 20 de metri, dar față de predecesorii săi, caroseria vagoanelor este făcută din oțel inoxidabil, față de predecesorii săi, a căror vagoane erau construite din oțel standard. Utilizarea oțelului inoxidabil a dus la reducerea greutății cu 7 tone pe vagon, și a eliminat procesul de vopsire (rămânând doar dungile folosite pentru identificarea linii după culoare), dând un aspect modern față de celelalte garnituri. Procesul de fabricare a vagoanelor a fost asistat de Tokyu Sharyo, care a început producția vagoanelor cu oțel inox în anii 1950, folosind o licență de la producătorul Budd din Philadelphia, SUA.

### Controlul de tracțiune
Controlul de tracțiunie cu metoda chopper, utilizat în seriile 201 și 203, s-a dovedit a fi prea scump pentru JNR; acest lucru a dus la instalarea unui sistem de tracțiune simplificat în trenurile din seria 205, dezvoltat de Toyo Denki. Tehnica de excitare a câmpului magnetic superimpusă a dus și la reducerea consumului de energie pe rețeaua electrificată JNR.
Această tehnică a amplasat vehiculele din seria 205 într-o poziție superioară față de cele din seria 201, mulțumită simplicității sistemului de tracțiune. Metoda controlului de tracțiune bazat pe excitarea câmpului magnetic superimpusă nu era o introducere recentă, folosindu-se un sistem de rezistențe electrice cu arbor cu came. La fel ca la seria 201, se utilizează o frână electrică recuperativă. Față de controlul cu chopper însă, nu este necesară folosirea tehnologiei cu semiconductori, și folosește piese utilizate în vehicule convenționale, reducând astfel costurile de producție. Și la motoarele de tracțiune costurile au fost reduse.
Controlul tracțiunii se face cu ajutorul controlerului principal CS57, care include și un dispozitiv de scădere/creștere rapidă a treptelor de tracțiune, în cazul în care decelerarea/accelerarea este mai rapidă ca de obicei. Pozițiile controlerului în circuitul de rezistențe este de 13 în serie și 11 în paralel.
Alături de controlerul principal CS57, mai există și excitatorul HS52 (ulterior HS52A în cazul trenurilor JR East), ce permite slăbirea câmpului magnetic și controlarea sa în timpul frânării recuperative. Dispozitivul constă dintr-o punte mixtă trifazată, formată dintr-un tiristor (1600V-800A), o diodă (1600V-250A) și o altă diodă ”ocolitoare” (1600V-800A); de asemenea sunt prezente și dispozitive de control fără contact, printre care o unitate microprocesor și un transformator excitator. Pentru controlul asupra motoarelor de tracțiune, varianta HS52 performă redresarea cu undă completă, iar varianta HS52A performă redresarea cu undă parțială, în ambele cazuri aceasta se face prin utilizarea unui ”pod” mixt trifazat de curent alternativ la 440V din motorgenerator, pentru a controla motoarele de tracțiune.
Sistemul 1CM8 distribuie puterea asupra vagoanelor motor, fiind conectate cu cabluri KE6 între vagoanele remorcă.
Motoarele de tracțiune dezvoltate pentru seria 205 sunt de tip MT61, care au o putere nominală de 120 kWh, fiind o dezvoltare a motorului MT54, aducând îmbunătățiri la cuplu și la slăbirea câmpului magnetic. Viteza nominală orară este de 39 km/h, cu o forță de tracțiune nominală orară de 8.870 kg pe vagon. Prin adoptarea unei construcții ușoare de vagoane și a motoarelor de tracțiune îmbunătățite, trenurile din seria 205 au o accelerație de 2,4 km/h pe secundă.
Până în 1988, sistemul de ventilație consta în montarea ventilatoarelor pe exterior, cu o structură de ventilație identică cu cea a trenurilor din seria 201. Începând cu 1989, vagoanele de pe linia Saikyo au debutat cu un sistem de ventilație modificat, ce a constat cu montarea ventilatoarelor pe interior, reducând zgomotul produs de acestea, chiar și la viteze mari. Ambele sisteme au fost proiectate ca să fie compatibile unele între altele.

### Salonul
Interiorul este standard în ceea ce privește dotările: la fel ca celelalte tipuri de trenuri urbane ale JNR, aceste trenuri au banchete longitudinale, bare și mânere de susținere pentru călători și aer condiționat. Interiorul are o culoare crem, iar podeaua are o culoare maro deschis. Tavanul este plat, fiind dotat cu grupe de ventilație, ce au înlocuit complet geamurile care se puteau deschide din mers (măsură de prevenție a rănirii călătorilor). Dispozitivele de control ale ușilor se află sub banchete.
Între 1990 și 1994, pe linia Yamanote au fost introduse vagoane cu 6 uși în loc de 4 uși, ce includeau banchete pliabile, ce adesea erau ridicate la ora de vârf, pentru a crește capacitatea de pe linie. Aceste vagoane au fost introduse și pe alte linii (Saikyo). 
Pentru a diferenția banchete normale față de cele prioritare, la început s-au folosit mochete de culoare maro deschis (la capetele vagoanelor), și portocaliu deschis (la celelalte banchete). Din cauza deteriorării, JR a înlocuit de a lungul aniilor banchetele originale cu unele standardizate.
Sistemul de aer condiționat centralizat AU75G produce 48,8 kw și 42,000 kcal pe oră.

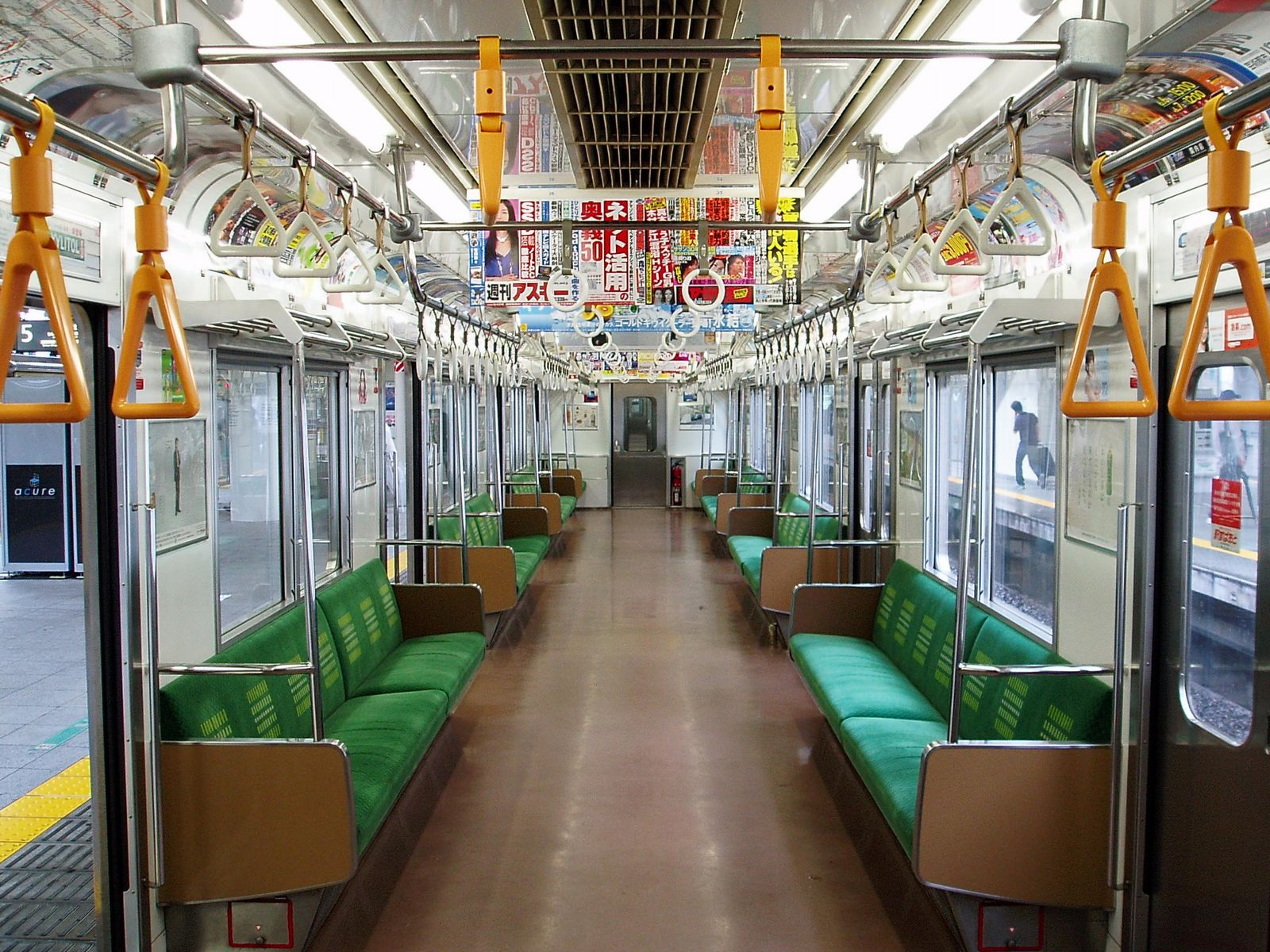
Vedere a salonului
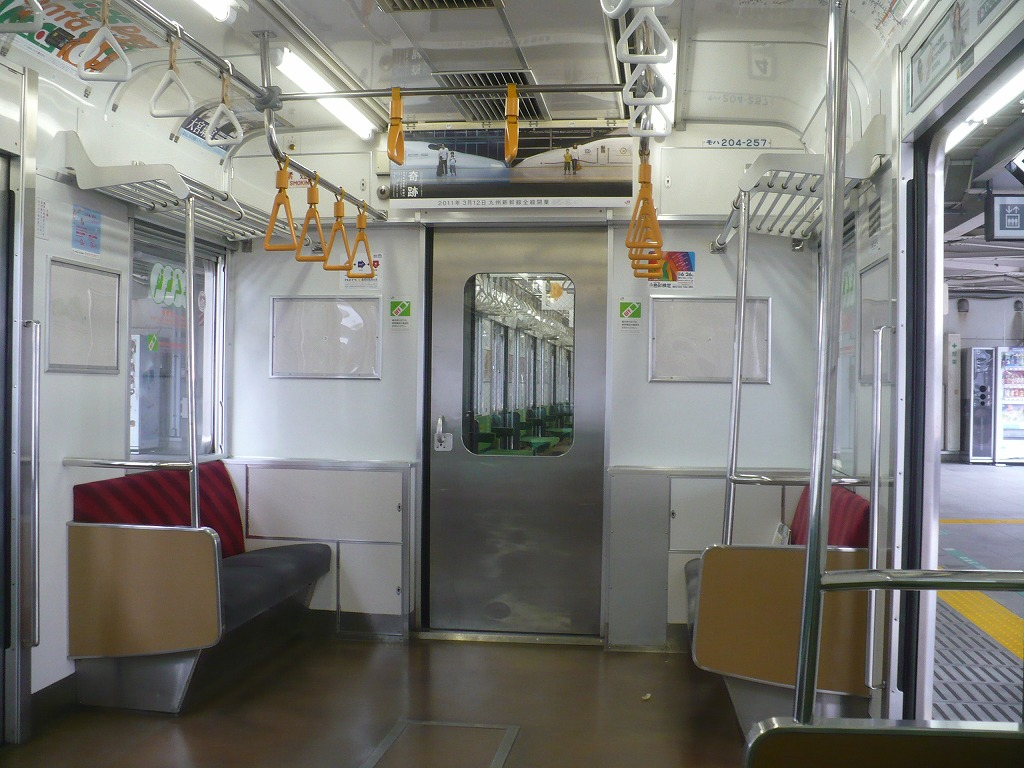
Scaune de prioritate și ușa de acces între vagoane
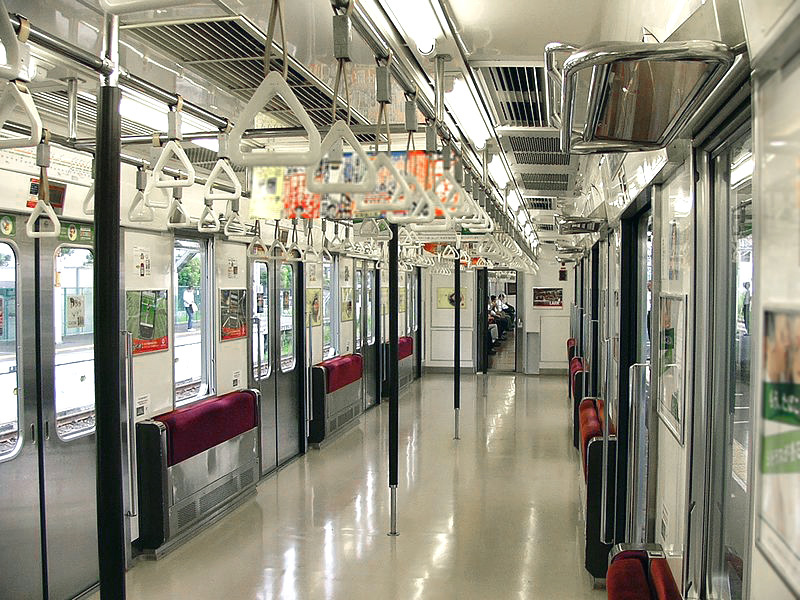
Interiorul unui vagon cu 6 uși și cu banchetele pliate
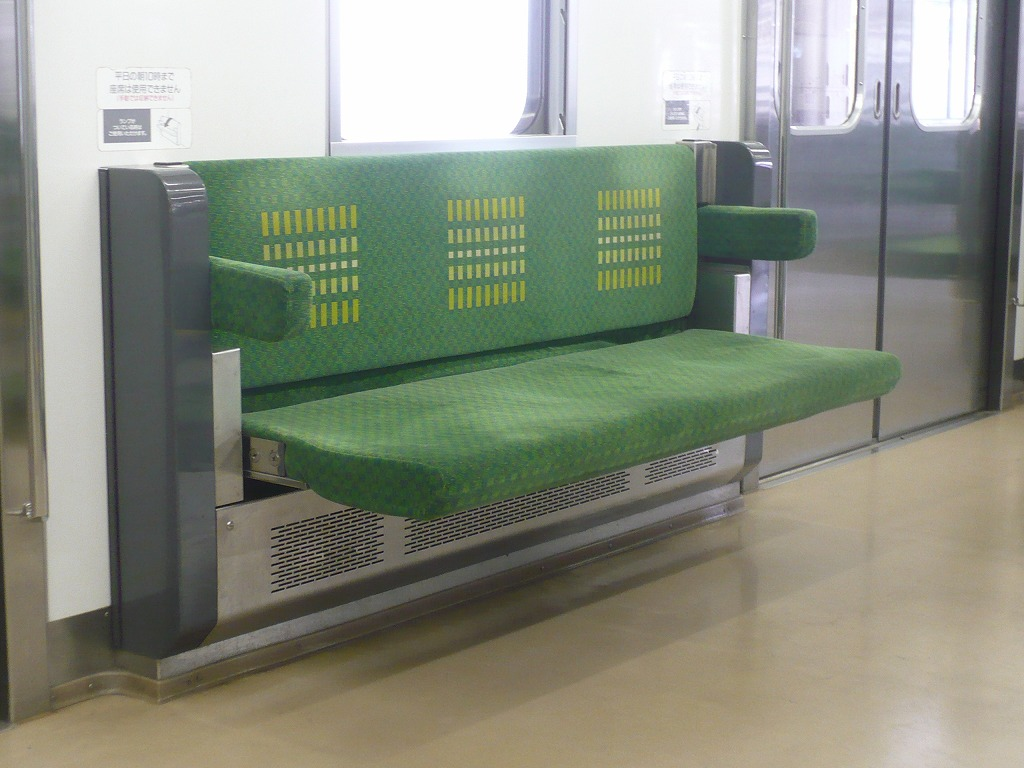
Banchetă pliabilă

### Cabina mecanicului

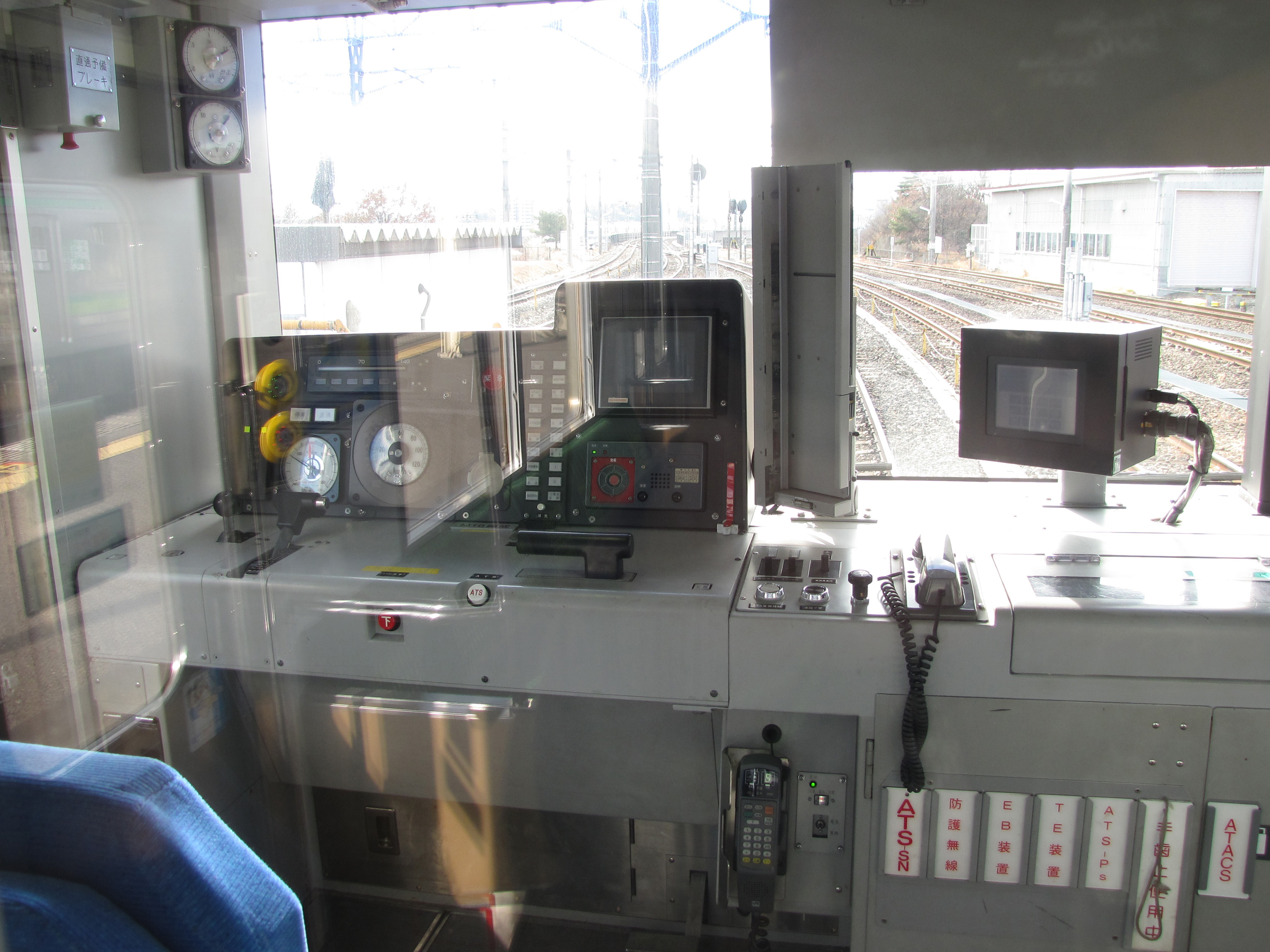
Cabina mecanicului
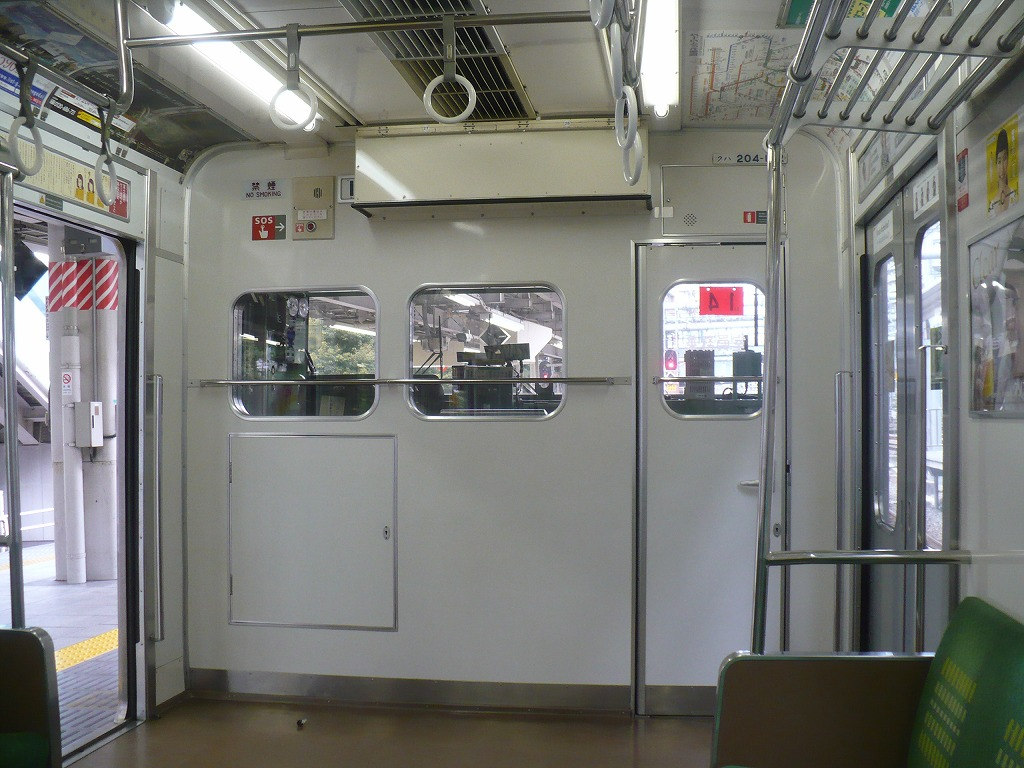
Partiția dintre salon și cabină, varianta cu geamuri mai mici pentru a permite instalalrea echipamentelor ATC